# Nazionale maschile under 17 di calcio dell'Italia
La nazionale di calcio italiana Under-17, i cui giocatori sono soprannominati gli Azzurrini, è la rappresentativa calcistica Under-17 nazionale dell'Italia ed è posta sotto l'egida della Federazione Italiana Giuoco Calcio. Nella gerarchia delle nazionali giovanili italiane è posta prima della nazionale Under-16.
Ha partecipato a molti campionati europei di categoria, vincendoli in una sola occasione, nel 1986-1987 (quando però erano ancora denominati "Europei Under-16"). Nel 2024 ha vinto per la prima volta l'Europeo disputato a Cipro, senza perdere nemmeno una partita, battendo in finale il Portogallo per 3-0.
L'attuale commissario tecnico della nazionale Under-17 è Daniele Franceschini.

## Storia della Nazionale
Nel 2009 per la prima volta in 4 anni, gli Azzurrini guidati da Pasquale Salerno si sono qualificati per la fase finale del campionato europeo di categoria, disputatosi in Germania. Inserita nel girone con Spagna, Francia e Svizzera, in virtù di una vittoria, un pareggio ed una sconfitta si qualificano alle semifinali per secondi dietro agli elvetici prima di essere eliminati dalla Germania per due reti a zero.
Grazie a questo risultato la rappresentativa guadagnò il diritto di partecipare al campionato mondiale di categoria che si svolse in Nigeria nell'ottobre successivo. Qui l'Italia vinse il proprio girone superando di misura i pari età dell'Algeria e della Corea del Sud e pareggiando a reti inviolate contro Uruguay. Agli ottavi di finale la selezione giovanile si aggiudicò per 2-1 l'incontro con gli Stati Uniti, ma al turno successivo subì nuovamente una sconfitta per mano degli svizzeri terminando il suo torneo. Il raggiungimento dei quarti di finale costituisce il miglior risultato per l'Italia dalla nascita del Campionato mondiale Under-17 nel 1991.
Nel 2013 gli Azzurrini guidati da Daniele Zoratto hanno perso la finale del campionato europeo di categoria in Slovacchia contro la Russia. 
Nel 2024 la nazionale vince l'Europeo di categoria contro i pari età del Portogallo, sconfitti per 3-0.

## Partecipazioni ai tornei internazionali

### Mondiali Under-17
| Anno   | Piazzamento      | G               | V               | N               | P               | GF              | GS              |
| ------ | ---------------- | --------------- | --------------- | --------------- | --------------- | --------------- | --------------- |
| 1991   | Primo turno      | 3               | 0               | 2               | 1               | 2               | 3               |
| 1993   | Primo turno      | 3               | 0               | 1               | 2               | 1               | 6               |
| 1995   | Non qualificata  | Non qualificata | Non qualificata | Non qualificata | Non qualificata | Non qualificata | Non qualificata |
| 1997   | Non qualificata  | Non qualificata | Non qualificata | Non qualificata | Non qualificata | Non qualificata | Non qualificata |
| 1999   | Non qualificata  | Non qualificata | Non qualificata | Non qualificata | Non qualificata | Non qualificata | Non qualificata |
| 2001   | Non qualificata  | Non qualificata | Non qualificata | Non qualificata | Non qualificata | Non qualificata | Non qualificata |
| 2003   | Non qualificata  | Non qualificata | Non qualificata | Non qualificata | Non qualificata | Non qualificata | Non qualificata |
| 2005   | Primo turno      | 3               | 1               | 1               | 1               | 6               | 7               |
| 2007   | Non qualificata  | Non qualificata | Non qualificata | Non qualificata | Non qualificata | Non qualificata | Non qualificata |
| 2009   | Quarti di finale | 5               | 3               | 1               | 1               | 6               | 4               |
| 2011   | Non qualificata  | Non qualificata | Non qualificata | Non qualificata | Non qualificata | Non qualificata | Non qualificata |
| 2013   | Ottavi di finale | 4               | 2               | 0               | 2               | 3               | 4               |
| 2015   | Non qualificata  | Non qualificata | Non qualificata | Non qualificata | Non qualificata | Non qualificata | Non qualificata |
| 2017   | Non qualificata  | Non qualificata | Non qualificata | Non qualificata | Non qualificata | Non qualificata | Non qualificata |
| 2019   | Quarti di finale | 5               | 3               | 0               | 2               | 9               | 5               |
| 2021   | Non disputato    | Non disputato   | Non disputato   | Non disputato   | Non disputato   | Non disputato   | Non disputato   |
| 2023   | Non qualificata  | Non qualificata | Non qualificata | Non qualificata | Non qualificata | Non qualificata | Non qualificata |
| Totale | 8/18             | 32              | 13              | 6               | 13              | 38              | 37              |

### Europei Under-17
| Anno   | Piazzamento      | G               | V               | N               | P               | GF              | GS              |
| ------ | ---------------- | --------------- | --------------- | --------------- | --------------- | --------------- | --------------- |
| 2002   | Non qualificata  | Non qualificata | Non qualificata | Non qualificata | Non qualificata | Non qualificata | Non qualificata |
| 2003   | Primo turno      | 3               | 1               | 1               | 1               | 4               | 2               |
| 2004   | Non qualificata  | Non qualificata | Non qualificata | Non qualificata | Non qualificata | Non qualificata | Non qualificata |
| 2005   | Terzo posto      | 5               | 3               | 0               | 2               | 4               | 3               |
| 2006   | Non qualificata  | Non qualificata | Non qualificata | Non qualificata | Non qualificata | Non qualificata | Non qualificata |
| 2007   | Non qualificata  | Non qualificata | Non qualificata | Non qualificata | Non qualificata | Non qualificata | Non qualificata |
| 2008   | Non qualificata  | Non qualificata | Non qualificata | Non qualificata | Non qualificata | Non qualificata | Non qualificata |
| 2009   | Terzo posto      | 4               | 1               | 1               | 2               | 3               | 6               |
| 2010   | Non qualificata  | Non qualificata | Non qualificata | Non qualificata | Non qualificata | Non qualificata | Non qualificata |
| 2011   | Non qualificata  | Non qualificata | Non qualificata | Non qualificata | Non qualificata | Non qualificata | Non qualificata |
| 2012   | Non qualificata  | Non qualificata | Non qualificata | Non qualificata | Non qualificata | Non qualificata | Non qualificata |
| 2013   | Secondo posto    | 7               | 4               | 2               | 0               | 5               | 2               |
| 2014   | Non qualificata  | Non qualificata | Non qualificata | Non qualificata | Non qualificata | Non qualificata | Non qualificata |
| 2015   | Quarti di finale | 4               | 1               | 1               | 2               | 3               | 5               |
| 2016   | Primo turno      | 3               | 1               | 0               | 2               | 4               | 6               |
| 2017   | Primo turno      | 3               | 1               | 0               | 2               | 3               | 5               |
| 2018   | Secondo posto    | 6               | 4               | 0               | 2               | 10              | 5               |
| 2019   | Secondo posto    | 6               | 5               | 0               | 1               | 15              | 8               |
| 2022   | Quarti di finale | 4               | 2               | 0               | 2               | 5               | 5               |
| 2023   | Primo turno      | 3               | 1               | 0               | 2               | 4               | 4               |
| 2024   | Campione         | 6               | 5               | 1               | 0               | 11              | 2               |
| 2025   | Semifinali       | 4               | 3               | 1               | 0               | 10              | 6               |
| Totale | 13/22            | 58              | 34              | 7               | 18              | 81              | 49              |

## Palmarès
- Campionato europeo Under-17:

 2024
 2013, 2018, 2019
 2005, 2009

## Commissari tecnici
- Luciano Lupi (1985-1986)
- Comunardo Niccolai (1987)
- Sergio Vatta (1989-1996)
- Sergio Vatta e Francesco Rocca (1996-1997)
- Francesco Rocca (1997-1998)
- Massimo Piscedda (2001-2002)
- Massimo Piscedda e Antonio Rocca (2002-2003)
- Francesco Rocca (2004-2006)
- Luca Gotti (2006-2008)
- Pasquale Salerno (2009-2011)
- Daniele Zoratto (2011-2014)
- Bruno Tedino (2014-2015)
- Alessandro Dal Canto (2015-2016)
- Emiliano Bigica (2016-2017)
- Carmine Nunziata (2017-2019)
- Daniele Zoratto (2019)
- Daniele Zoratto e Carmine Nunziata (2019)
- Carmine Nunziata (2019-2020)
- Bernardo Corradi (2020-2023)
- Massimiliano Favo (2023-2025)
- Daniele Franceschini (2025-in carica)

## Rosa attuale
Lista dei 20 giocatori convocati dal selezionatore Massimiliano Favo per il Campionato europeo di calcio Under-17 2025, organizzato in Albania dal 19 maggio al 1° giugno.
|  | P | Andrea Maran          | 18 febbraio 2008  | ? | ? | Modena            |  |  |
|  | P | Sebastiano Nava       | 19 maggio 2008    | ? | ? | Juventus          |  |  |
|  |   |                       |                   |   |   |                   |  |  |
|  | D | Benit Borasio         | 20 gennaio 2008   | ? | ? | Juventus          |  |  |
|  | D | Leonardo Bovio        | 4 febbraio 2008   | ? | ? | Inter             |  |  |
|  | D | Cristiano De Paoli    | 27 gennaio 2008   | ? | ? | Udinese           |  |  |
|  | D | Laurence Giani        | 11 marzo 2008     | ? | ? | Stoke City        |  |  |
|  | D | Dauda Amihere Iddrisa | 8 gennaio 2008    | ? | ? | West Bromwich     |  |  |
|  | D | Jean Mambuku          | 8 luglio 2008     | ? | ? | Stade Reims       |  |  |
|  | D | Davide Pavesi         | 15 febbraio 2008  | ? | ? | Cremonese         |  |  |
|  |   |                       |                   |   |   |                   |  |  |
|  | C | Alessio Baralla       | 5 febbraio 2008   | ? | ? | Empoli            |  |  |
|  | C | Christian Comotto     | 25 aprile 2008    | ? | ? | Milan             |  |  |
|  | C | Andrea Luongo         | 16 febbraio 2008  | ? | ? | Torino            |  |  |
|  | C | Valerio Maccaroni     | 3 giugno 2008     | ? | ? | Roma              |  |  |
|  | C | Vincenzo Prisco       | 7 agosto 2008     | ? | ? | Napoli            |  |  |
|  | C | Federico Steffanoni   | 4 settembre 2008  | ? | ? | Atalanta          |  |  |
|  |   |                       |                   |   |   |                   |  |  |
|  | A | Antonio Arena         | 10 febbraio 2009  | ? | ? | Pescara           |  |  |
|  | A | Thomas Campaniello    | 29 febbraio 2008  | ? | ? | Empoli            |  |  |
|  | A | Destiny Elimoghale    | 23 aprile 2009    | ? | ? | Juventus          |  |  |
|  | A | Giuseppe Forte        | 21 luglio 2008    | ? | ? | Sampdoria         |  |  |
|  | A | Samuele Inácio        | 2 aprile 2008     | ? | ? | Borussia Dortmund |  |  |
|  | A | Samuel Stelitano      | 17 settembre 2004 | ? | ? | Juventus          |  |  |

## Staff tecnico
- Commissario tecnico: Daniele Franceschini
- Assistente allenatore: Marco Scarpa
- Capo delegazione: Filippo Corti
- Coordinatore: Maurizio Viscidi
- Preparatore atletico: Adalberto Zamuner
- Preparatore dei portieri: Francesco Antonioli
- Medici: Alessio Rossato e Francesco Maria Nifosì
- Fisioterapisti: Marco Fiore e Giorgio Giannini
- Nutrizionista: Claudio Pecorella
- Match analyst: Andrea Loiacono
- Addetto stampa: Alessandro Paoli
- Segretario: Massimo Petracchini